# Sophiropsis
Sophiropsis este un gen de muște din familia Tephritidae.

Cladograma conform Catalogue of Life:
| Sophiropsis | \| \| Sophiropsis calcarata \| \| \| \| \| \| Sophiropsis improbata \| \| \| \| |
|             | \| \| Sophiropsis calcarata \| \| \| \| \| \| Sophiropsis improbata \| \| \| \| |
|             | Sophiropsis calcarata                                                           |
|             |                                                                                 |
|             | Sophiropsis improbata                                                           |
|             |                                                                                 |